# ادد-نیراری سوم
ادد-نیراری سوم از سال ۸۱۱ تا سال ۷۸۳ پیش از میلاد پادشاه آشور بود.
او در دوران کودکی وارث تخت و تاج آشور شد. در واقع در اوایل کار، مادرش ملکه سمیرامیس امور کشور را اداره می‌کرد. سمیرامیس و پسرش بارها علیه ماد و ماننا لشکرکشی کردند. در سال‌های ۸۰۹ و ۸۰۷ پ. م علیه ماد و سال ۸۰۶ پ. م علیه ماننا و در سال‌های ۸۰۰، ۷۹۹، ۷۹۷ پ. م علیه نامرو و در سال‌های ۷۹۳، ۷۹۲، ۷۸۸ پیش از میلاد آشوریان قصد داشتند سرزمین ماد را کاملاً مطیع و منقاد خویش سازند. دوران حکومت ادد-نیراری سوم با آغاز تهاجم مینوآ پادشاه اورارتو به اراضی پیرامون دریاچه اورمیه مصادف بود. به احتمال قوی سمیرامیس و ادد-نیراری با پادشاه مزبور دو بار در ماننا، پنج بار در جنوب دریاچه وان در خوبوشکیه و یک بار در درّه علیای فرات پیکار کردند.
در ۸۱۰ پیش از میلاد ادد-نیراری سوم به ماد لشکر کشید و صفحات غربی فلات ایران را تصرف کرد.

## گزارشسالنامه‌ها
دربارهٔ این لشکرکشی‌ها فقط از یادآوری فهرست‌واری که در "فهرست اسامی مردان سال" به عمل آمده و همچنین از نبشتهٔ رسمی که اندکی مشروح‌تر است، اطلاعات مختصری در دست است. سالنامه‌های سمیرامیس و ادد-نیراری سوم به دست نیامده است. از لوح نمرود چنین مستفاد می‌گردد که آشوریان در سال ۸۰۲ پ.م. مدعی فرمانروایی بر الی‌پی، خار خار و آرازیاش و مسو و کشور مادای و سراسر گیزیل بوندا و ماننا و پارسوا و آلابریا و آبدادان تا آندیا و دریای خزر بودند. همهٔ این سرزمین‌ها در این لوح نمرودی و نوشته‌های شمشی-ادد پنجم تحت عنوان نائیری تسمیه شده‌اند.

## مادای
این که نام خارخار و آرازیاش علی‌حده قید شده‌است نشان می‌دهد که چون در لوح نمرود از کشور مادای سخن گفته می‌شود منظور نواحی است که آن سوتر از خطهٔ قزوین در دامنه‌های کوه البرز قرار داشتند.

## خبر کتسیاس
وقایع و جهان‌گشایی ملکه سمیرامیس بعد از سال ۸۰۲ پ.م بر ما مجهول است. سمیرامیس و آداد نراری سوم بعد از آن تاریخ پنج بار به خاک ماد لشکر کشیدند. به گفتهٔ کتسیاس سمیرامیس به نقاط دور دست مشرق تا غرب لشکر کشید و جنگ کرد. گر چه اعتماد به گفته‌های کتسیاس دشوار است ولی محتملا تا حدّی روایت موثقی را نقل کرده‌است، زیرا در فاصلهٔ سال‌های - ۷۸۸ تا ۸۰۲ پ.م. - آشوریان پیشرفت مهمی بسوی مشرق کردند اگر چه گمان نمی‌رود به اراضی اصلی غرب دست یافته باشند.

## گفته‌های کتسیاس دربارهٔ سمیرامیس
مضمون داستان سراسر افسانهٔ کتسیاس دربارهٔ سمیرامیس بدین قرار است: سمیرامیس که به وضع معجزه‌آسایی زاده شده بود و توسط الهه سوری در کتو رها شده بود بوسیلهٔ کبوتران تغذیه می‌شد که شبانان وی را یافته و به سیما سردار آشوری دادند. از آن پس وی زن ساتراپ اننا شد و به اتفاق وی در لشکرکشی ینن علیه باکتریا شرکت جست و اندرزهایی داد که چگونه باکتریا را مسخر سازند. ینن پادشاه سمیرامیس را زن خویش کرد و وی پسری بنام نین برای وی آورد. پس از مرگ ینن سمیرامیس فرزند خود نین از مسند حکومت طرد کرد و بابل را بنا کرد و تصویر خویش را بر صخرهٔ بغستان نقر کرد و لیبی و حبشه و مصر را مطیع خویش ساخت و مجدداً در باکتریا و هندوستان جنگ کرد و به نیرنگ پسر خویش را اسیر عشق خویش ساخت…